# Újdávidháza
Újdávidháza (ukránul: Нове Давидково) település Ukrajnában, a Kárpátalján, a Munkácsi járásban.

## Fekvése
Munkácstól nyugatra, Ódávidháza, Nagylucska és Várkulcsa közt fekvő település.

## Története
1910-ben 2042 lakosából 119 magyar, 160 német, 1762 ruszin volt. Ebből 1799 görögkatolikus, 77 református, 160 izraelita volt.
A trianoni békeszerződés előtt Bereg vármegye Munkácsi járásához tartozott.